# Louisa May Alcott
Louisa May Alcott (Germantown, ara part de Filadèlfia, Pennsilvània, 29 de novembre de 1832 - Boston, 6 de març de 1888) va ser una escriptora estatunidenca, reconeguda per la seua famosa novel·la Donetes (1868).

## Orígens familiars
Va ser la filla del transcendentalista Amos Bronson Alcott i Abigail May; va créixer i va viure a Nova Anglaterra. A edat primerenca va començar a treballar esporàdicament com a mestra, costurera, institutriu i escriptora; el seu primer llibre va ser Flower Fables (1855), contes originàriament escrits per a Ellen Emerson, filla de Ralph Waldo Emerson.

## Educació
La seva educació en els primers anys va incloure lliçons del naturalista Henry David Thoreau, però principalment va estar en mans del seu pare. Durant l'adolescència i principis de l'edat adulta, Alcott va compartir la pobresa i els ideals trascendentalistes de la seva família. Posteriorment, aquesta fase de la seua vida va ser descrita en el relat «Transcendental Wild Oats», reimprès en el volum Silver Pitchers (1876), que narra les experiències de la seva família durant un experiment utopià de «ple viure i elevat pensar» en «Fruitlands», en la ciutat de Harvard, Massachusetts el 1843.

## Primeres obres
El 1860 va començar a escriure per a la revista The Atlantic Monthly, i va ser infermera en l'Hospital de la Unió de Georgetown (Washington DC), durant sis setmanes entre 1862 i 1863. Les seues cartes a casa, revisades i publicades en el Commonwealth, i recopilades com Hospital Sketches (Escenes de la vida d'un hospital) (1863, republicada amb addicions el 1869), van demostrar un agut poder d'observació, a més d'una sana dosi d'humor retrospectiu, i s'hi guanyà el primer reconeixement crític. La seua novel·la Moods (Estats d'ànim) (1864) també va ser considerada prometedora.
Una part menys coneguda de la seua obra són les apassionades i fogoses novel·les i contes que va escriure, usualment sota el pseudònim d'A. M. Barnard. Treballs tals com A Long Fatal Love Chase i Pauline's Passion and Punishment són el tipus de novel·les al qual es refereix en Donetes com «perilloses per a ments petites» i van ser conegudes en l'era victoriana com relats melodramàtics. Els seus protagonistes són obstinats i implacables en la recerca dels seus objectius, que sovint involucren venjança en aquells que els han humiliat o frustrat. Aquests treballs d'excel·lent escriptura amb un punt de vista poc comú van arribar immediatament a l'èxit comercial i encara són de freqüent lectura.
També va produir saludables i morals històries per a xiquets, amb les excepcions del conte semiautobiogràfic Work (Treball) (1873) i la novel·la curta anònima A Modern Mephistopheles (Un Mefistòfil modern) (1877), el qual va produir la sospita d'haver estat escrit per Julian Hawthorne. No va retornar mai a crear treballs per a adults.

## Autora d'èxit

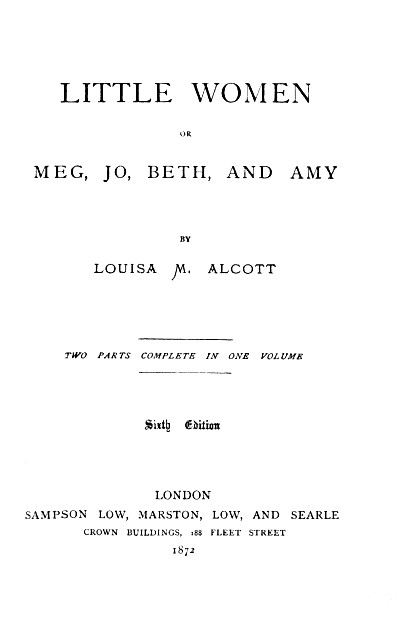
Primera pàgina de l'edició de 1872

El seu abrupte i aclaparant èxit data de l'aparició de la primera part de Little Women: or Meg, Jo, Beth and Amy (Donetes) (1868), relat semiautobiogràfic de la seua infantesa al costat de les seues germanes a Concord, Massachusetts, ple d'un humor perenne, frescor, realisme, però sobretot d'un bell romanticisme lligat a la natura i als valors tradicionals i de la llar. Little Men (Homenets) (1871) tracta de manera similar el caràcter i la forma de ser dels seus nebots que vivien a Orchard House, a Concord, Massachusetts. Jo's Boys (La canalla de Jo) (1886) va completar la «saga de la família March». La majoria dels seus volums posteriors, An Old-Fashioned Girl (Una xica a l'antiga) (1870), Aunt Jo's Scrap Bag (La borsa de retalls de la tia Jo) (6 vols., 1871-1879), Rose in Bloom (Rosa florint) (1876), i d'altres, van seguir la línia de Donetes, de la qual el nombrós i lleial públic de l'autora mai es va cansar, si bé les seues obres posteriors tenen un caràcter més moralitzador.
La seua labor natural d'amor, la seua àmplia generositat, la seua veloç percepció i el seu afecte per a compartir amb els seus lectors l'alegre humor que irradiava de la seua personalitat i els seus llibres la va dur a continuar amb les seues històries a pesar que la seua salut empitjorava. Al final va sucumbir a les seqüeles de l'enverinament per mercuri contret durant el seu servei en la Guerra Civil dels Estats Units. Va morir a Boston el 6 de març de 1888, el mateix dia que el seu pare era enterrat.
És recordada per la intenció moralitzadora de les seues obres, la pau i el serè humor que n'emana, la seua vivesa i el seu romanticisme.

## Obres seleccionades
- The Inheritance (1849, no publicada fins al 1997)
- Flower Fables (1849)
- Hospital Sketches (1863)
- The Rose Family: A Fairy Tale (1864)
- Moods (1865, revisada el 1882)
- Morning-Glories and Other Stories (1867)
- The Mysterious Key and What It Opened (1867)
- Little Women, or Meg, Jo, Beth and Amy (1868)
- Three Proverb Stories (inclou "Kitty's Class Day", "Aunt Kipp" i "Psyche's Art") (1868)
- A Strange Island (1868)
- Part Second of Little Women, també coneguda com a Good Wives (1869)
- Perilous Play, (1869)
- An Old Fashioned Girl (1870)
- Will's Wonder Book (1870)
- Aunt Jo's Scrap-Bag (1872–1882)
- Little Men: Life at Plumfield with Jo's Boys (1871)
- "Transcendental Wild Oats" (1873)
- Work: A Story of Experience (1873)
- Eight Cousins or The Aunt-Hill (1875)
- Beginning Again, Being a Continuation of Work (1875)
- Silver Pitchers, and Independence: A Centennial Love Story (1876)
- Rose in Bloom: A Sequel to Eight Cousins (1876)
- Under the Lilacs (1878)
- Jack and Jill: A Village Story (1880)
- The Candy Country (1885)
- Jo's Boys and How They Turned Out: A Sequel to Little Men (1886)
- Lulu's Library (1886–1889)
- A Garland for Girls (1888)
- Comic Tragedies (1893 [pòstuma])

Com A. M. Barnard
- Behind a Mask, o Woman's Power (1866)
- The Abbot's Ghost, or Maurice Treherne's Temptation (1867)
- A Long Fatal Love Chase (1866, no publicada fins al 1995)

Inicialment publicada anònima:
- A Modern Mephistopheles (1877)

## Donetesal cinema[5]

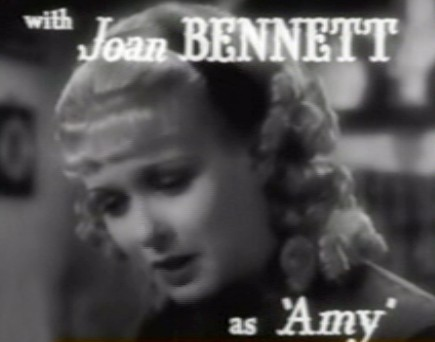
Fotograma de la versió cinematogràfica de 1933

La seua obra més coneguda, Donetes, ha estat portada al cinema en diverses adaptacions cinematogràfiques. Una de les primeres en va ser la versió de 1918 dirigida per Harley Knoles i protagonitzada per Dorothy Bernard, Isabel Lamon, Lillian Hall, Florence Flinn, Conrad Nagel i Kate Lester.
La versió de 1933 estava protagonitzada Katharine Hepburn com a Jo i Spring Byington com a Marmee.
La versió de 1949 estava dirigida per Mervin LeRoy amb Elizabeth Taylor com a Amy, June Allyson com a Jo, Janet Leigh com a Meg, Margaret O'Brien com a Beth, Mary Astor com a Marmee, Peter Lawford com a Laurie, i C. Aubrey Smith, amb els ancians del Sr. Lorenzo.
Una versió de 1978, en format de minisèrie, protagonitzada per Meredith Baxter com a Meg, Susan Dey com a Jo, Eve Plumb com a Beth, William Schallert com a Jonathan March, Greer Garson com a la tia, i Robert Young com a l'avi James Lawrence.
Una versió de 1994 protagonitzada per Susan Sarandon com a Marmee, Winona Ryder com a Jo, Kirsten Dunst com a la jove Amy, Samantha Mathis com a l'Amy de gran, Christian Bale com a Laurie, Claire Danes com a Beth i Trini Alvarado com a Meg.
Una versió de 2019, dirigida per Greta Gerwig i protagonitzada per Saoirse Ronan com a Jo, Emma Watson com a Meg, Florence Pugh com a Amy, Eliza Scanlen com a Beth, Laura Dern com a Marmee i Timothée Chalamet com a Laurie.
Altres versions de cinema de la novel·la van aparèixer el 1917, 1918, 1946, 1948, 1950, 1958, 1970, 1979 i 2001.